# Franck Sylvain
Franck Sylvain (Grand-Goâve, 3 de agosto de 1909- Puerto Príncipe, 3 de enero de 1987) fue un abogado y político haitiano, efímero presidente de Haití en 1957.

## Biografía
Antes de su carrera política, recibió su licenciatura en derecho y trabajó como abogado. En 1934, fue el fundador del periódico anticomunista "La Croisade". También fue uno de los fundadores de la "Agrupación para el Pueblo Haitiano", un partido clandestino. Durante el régimen de Paul E. Magloire entre 1950 y 1956 fue juez y ganó una buena reputación.
El 7 de febrero de 1957, fue nombrado por el Parlamento como sucesor de Joseph Nemours Pierre-Louis, presidente interino de Haití. Sylvain fue presidente por solo 56 días, luego de ser depuesto por el general Leon Cantave.
Después de su presidencia, escribió sus memorias, tituladas Los 56 días de Franck Sylvain. Murió en Puerto Príncipe el 3 de enero de 1987.